# 20-я Македонская ударная бригада
20-я Македонская ударная бригада (сербохорв. Двадесета македонска ударна бригада / Dvadeseta makedonska udarna brigada, макед. Дваесетта македонска ударна бригада) — воинское формирование Народно-освободительной армии Югославии, участвовавшее в Народно-освободительной войне на территории Вардарской Македонии.

## История
Сформирована в последние месяцы войны, 18 октября 1944 года в Широки-Доле (Плачковица). В состав бригады вошли три пехотных и один разведывательный батальон (две роты пулемётчиков и рота миномётчиков). Численность бригады — около 700 человек. Служила с момента основания в 51-й македонской дивизии НОАЮ. Участвовала в боях за освобождение Македонии, действовала на струмицком направлении, особенно отличилась 21 октября во время обороны Радовише при отражении нападения 22-й пехотной дивизии вермахта. 23 октября освободила Штип, с 29 октября по 5 ноября 1944 вела сражения против боевой группы «Кастнер» под Струмицей. После освобождения Струмицы преследовала немцев до Штипа, 6 ноября под Радовише после небольшой схватки захватила 90 немцев в плен. С 12 ноября в составе 51-й дивизии бригада была расположена на югославско-греческой границе от Гевгелии до Болгарии. С декабря 1944 года входила в состав в 50-й македонской дивизии.

## Командование
- Полковник Н. Кушев — командир
- Димитр Шутарев — заместитель командира
- Йордан Хр. Камберов — политрук
- Кочо «Бранд» Чавдаров — заместитель политрука
- Иван Наумов — начальник штаба